# Article 31 de la Constitution tunisienne de 1959
L'article 31 de la Constitution tunisienne de 1959 est le 31e des 78 articles de la Constitution tunisienne adoptée le 1er juin 1959.
Quatorzième article du deuxième chapitre intitulé « Le pouvoir législatif », il décrit la composition de l'Assemblée nationale tunisienne, les conditions de ses membres, leurs attributions et son fonctionnement. 

## Texte
« Le Président de la République peut, pendant les vacances de l'assemblée, prendre, avec l'accord de la commission permanente intéressée, des décrets-lois qui doivent être soumis à la ratification de l'Assemblée au cours de la session ordinaire suivante. »